# Watermark (album av Enya)
Watermark är ett musikalbum av Enya, utgivet den 19 september 1988. Albumet innehåller Enyas första hitlåt, Orinoco Flow.

## Låtförteckning
1. "Watermark" – 2:24
2. "Cursum Perficio" – 4:06
3. "On Your Shore" – 3:59
4. "Storms in Africa" – 4:03
5. "Exile" – 4:20
6. "Miss Clare Remembers" – 1:59
7. "Orinoco Flow" – 4:25
8. "Evening Falls..." – 3:46
9. "River" – 3:10
10. "The Longships" – 3:36
11. "Na Laetha Geal M'Óige" – 3:54
12. "Storms in Africa, Pt. 2" – 3:01 (spår på senare utgåvor)